# Дёминская (Кировская область)
Дёминская — деревня в Котельничском районе Кировской области в составе Котельничского сельского поселения.

## География
Деревня находится в западной части Кировской области, в подзоне южной тайги, на левом берегу реки Елховки, возле автодороги Р-243.

## Климат
Климат характеризуется как континентальный, с продолжительной холодной многоснежной зимой и умеренно тёплым летом. Среднегодовая температура — 1,8 °C. Средняя температура воздуха самого холодного месяца (января) составляет −13,9 °C (абсолютный минимум — −46 °С); самого тёплого месяца (июля) — 17,9 °C (абсолютный максимум — 35 °С). Безморозный период длится в течение 114—122 дней. Годовое количество атмосферных осадков — 515 мм, из которых 365 мм выпадает в тёплый период года. Устойчивый снежный покров образуется в середине ноября и держится 160—170 дней.
Располагается на расстоянии менее 1 км от западной окраины райцентра города Котельнич.

## История
Известна с 1727 года. 

## Население
| 2010 |
| ---- |
| 9    |

В 1764 году здесь учтены были 65 жителей. В 1873 году здесь было отмечено дворов 14 и жителей 125, в 1905 23 и 160, в 1926 45 и 218, в 1950 29 и 135, в 1989 проживало 18 человек
Постоянное население составляло 7 человека (русские 71 %, украинцы 29 %) в 2002 году, 9 в 2010.